# Schulranzen

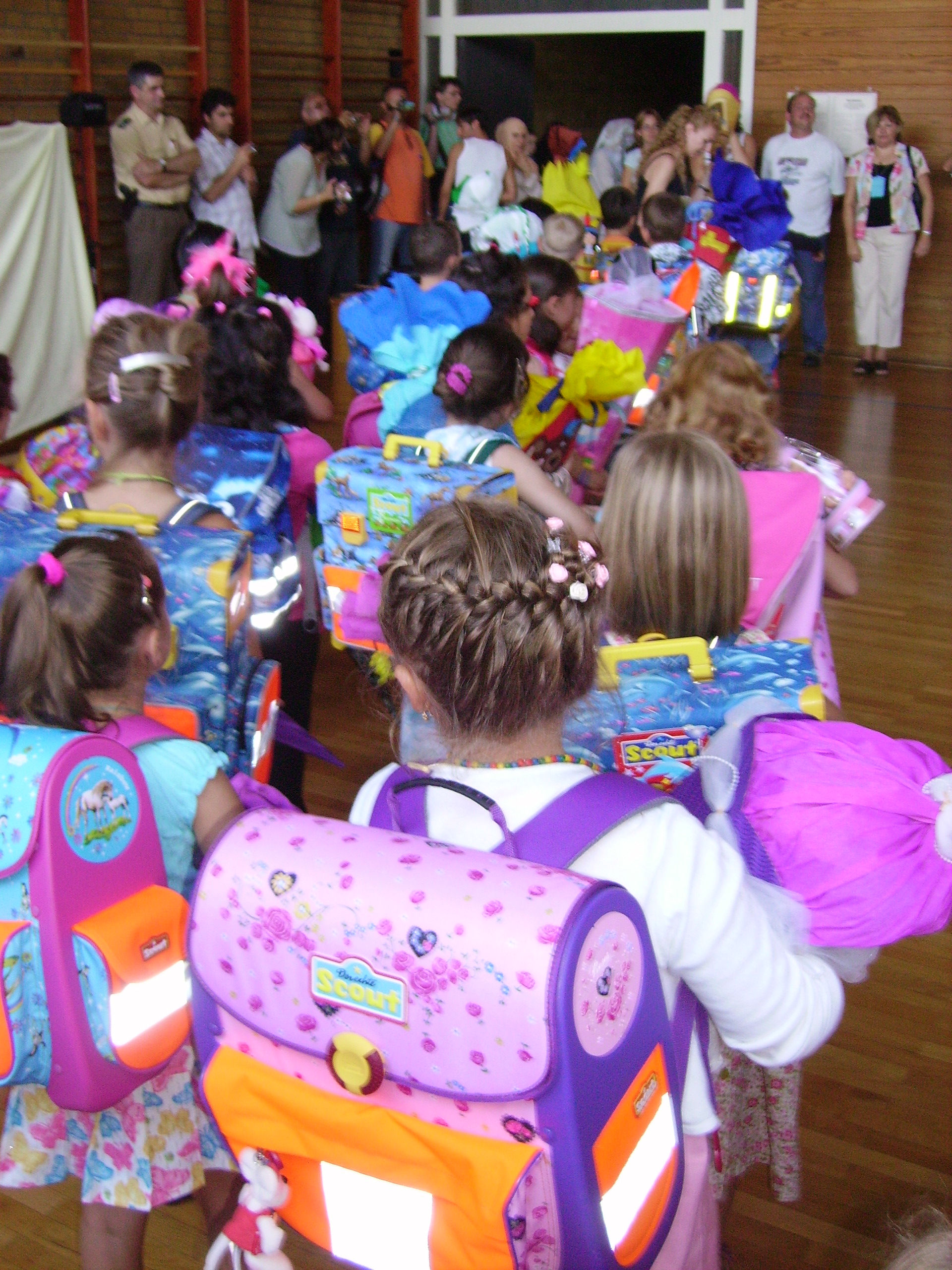
Schulanfänger mit Schultüten und Schulranzen

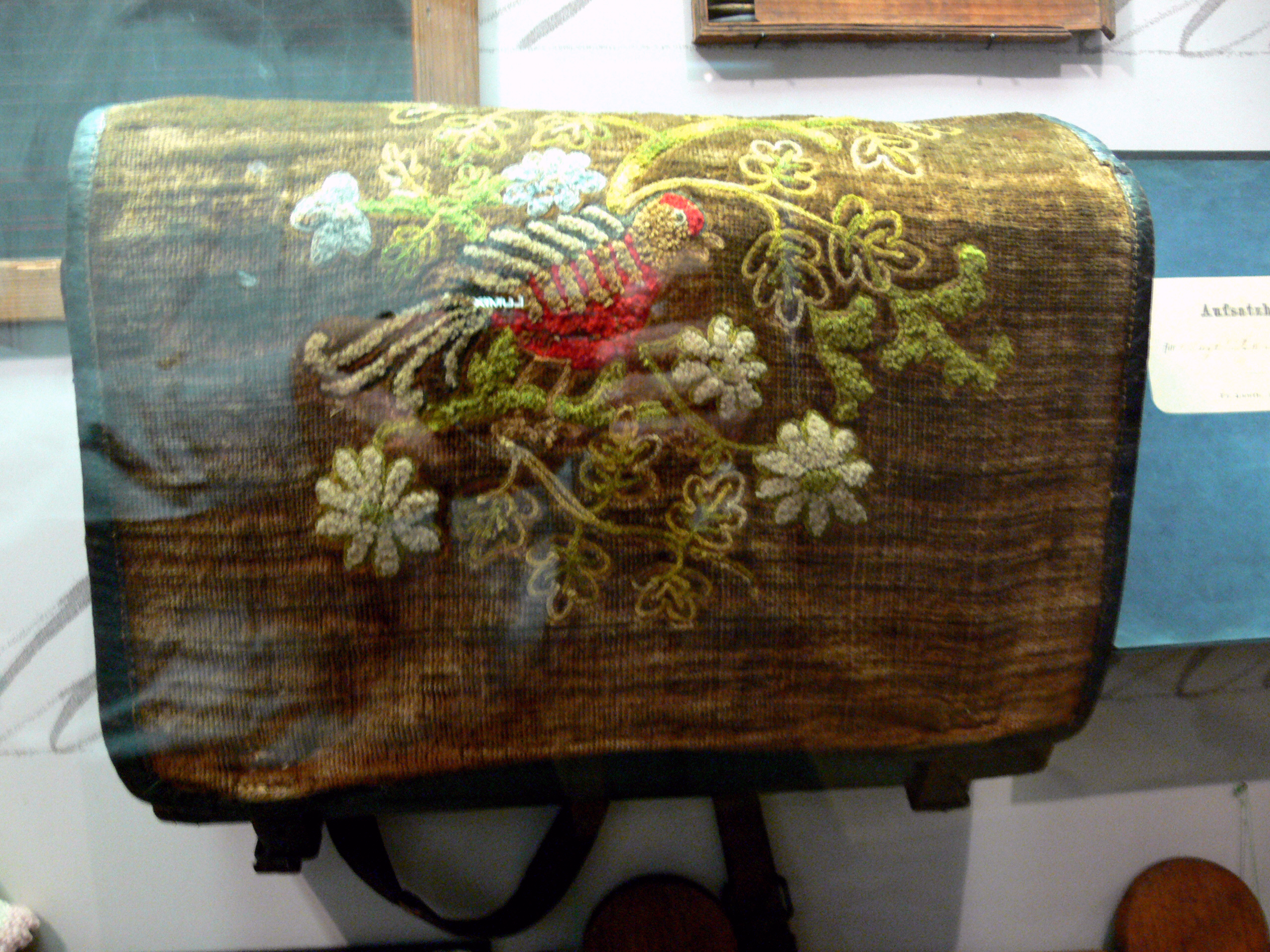
Schultasche, wohl 19. Jahrhundert (Museum für Thüringer Volkskunde Erfurt)

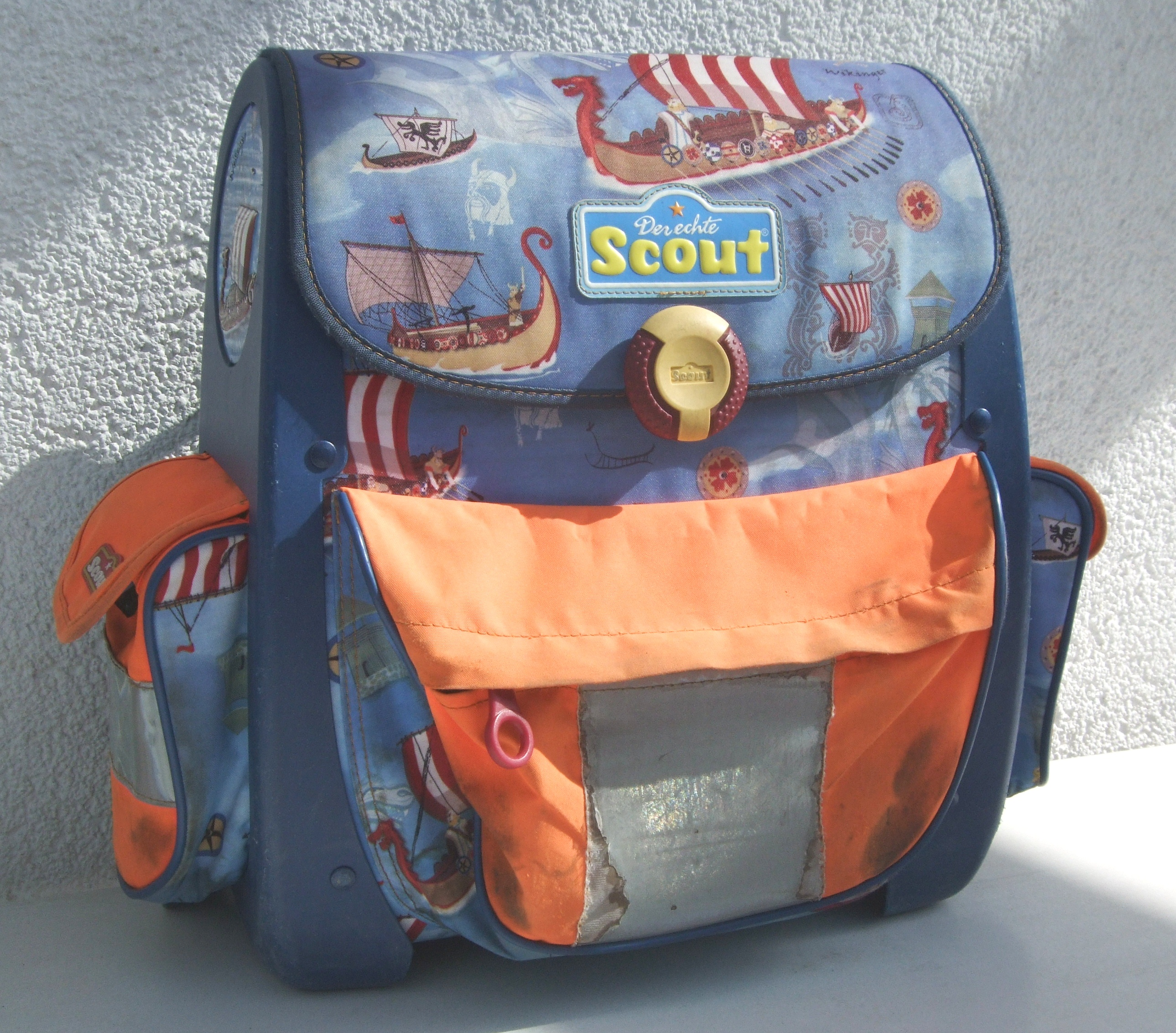
Schulranzen von Scout

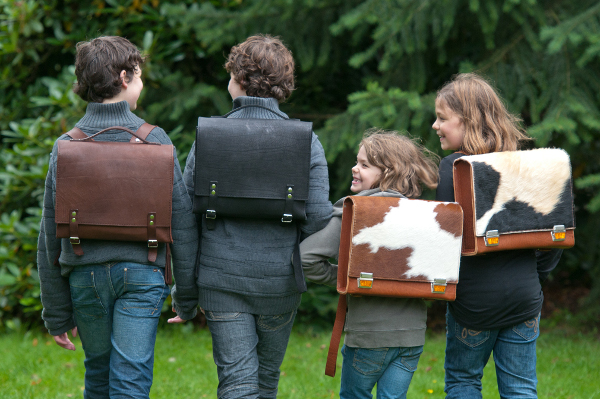
Schulranzen aus Leder und Kuhfell

Ein Schulranzen ist eine auf dem Rücken getragene Tasche zum Transport von Schulmaterialien, ähnlich einem Rucksack oder Tornister.
Andere Bezeichnungen sind Schulmappe (besonders in Sachsen-Anhalt, Brandenburg und Mecklenburg-Vorpommern), Schulpack (da und dort in Bayern und Österreich), Schulsack (besonders westliche Deutschschweiz BS/BL/BE/SO/AG, aber auch GR), Schultasche (übliche Bezeichnung in Österreich und Südtirol, regional in der Schweiz VS/OW/NW/GR), Schulthek und ähnlich (östliche und zentrale Deutschschweiz SG/ZH/TG/GL/ZG/LU), Tornister (besonders in Niedersachsen, Nordrhein-Westfalen und Mecklenburg-Vorpommern, lokal auch in der Schweiz), Büchertasche (in Bayerisch-Franken) oder auch nur Ranzen beziehungsweise Ranzel, Ränzel.

## Geschichte
Vorläufer der  Schultaschen waren hölzerne Schulkästen mit Griff und Schiebedeckel. Originale Exemplare des 19. Jahrhunderts sind aus den Niederlanden und von Norddeutschland bis zum Niederrhein erhalten.
Der auf dem Rücken getragene Schulranzen 
hat sich historisch aus dem Rucksack (Tornister), dem Kalbfell- und Segeltuchtornister des Soldaten, entwickelt. Erst gegen Ende des 19. Jahrhunderts fand der Schulranzen allgemeine Verbreitung. Bis Mitte der 1970er Jahre wurden Schulranzen fast ausschließlich aus Leder und Leinen, teils zusätzlich mit Fell (meist Kalbs- und Kuhfell) kaschiert, gefertigt. Seit Mitte der 1970er Jahre werden Schulranzen überwiegend aus textilen Geweben und Kunststoffen hergestellt. Der körpergerechte Leichtschulranzen aus Nylon geht auf eine Erfindung des Österreichers Georg Essl III. zurück.
Traditionell unterscheiden sich die Schulranzen für Mädchen und Jungen. Beim traditionellen Schulranzen aus Leder oder Leinen hatte der Schulranzen für Jungen eine lange Klappe, der für Mädchen hingegen eine kurze. Der traditionelle Schulranzen für Jungen war mit Riemchen (Rollschließen) ausgestattet, die im Laufe der Zeit durch Steckschließen ersetzt wurden. Der traditionelle Schulranzen für Mädchen besaß demgegenüber sich auf der Klappe kreuzende Riemen, die dem Verschließen des Schulranzens dienten. Die traditionell geschlechtsspezifisch ausgerichtete Gestaltung von Schulranzen hat sich weitestgehend erhalten: Heute richtet sich die überwiegend kindlich bunt gehaltene Motiv- und Farbgebung der Schulranzen entweder auf Jungen (zum Beispiel Autos, Ritter, Fußball) oder auf Mädchen (rosa Feen, Elfen, Pferde). Zur Erhöhung der Verkehrssicherheit werden Schulranzen zusätzlich oft mit Signalfarben und Reflektoren ausgestattet. Die meisten modernen Schulranzen haben an der Außenseite zusätzlich kleinere Außentaschen, etwa zur Aufbewahrung einer Trinkflasche oder Brotbüchse.

## Form

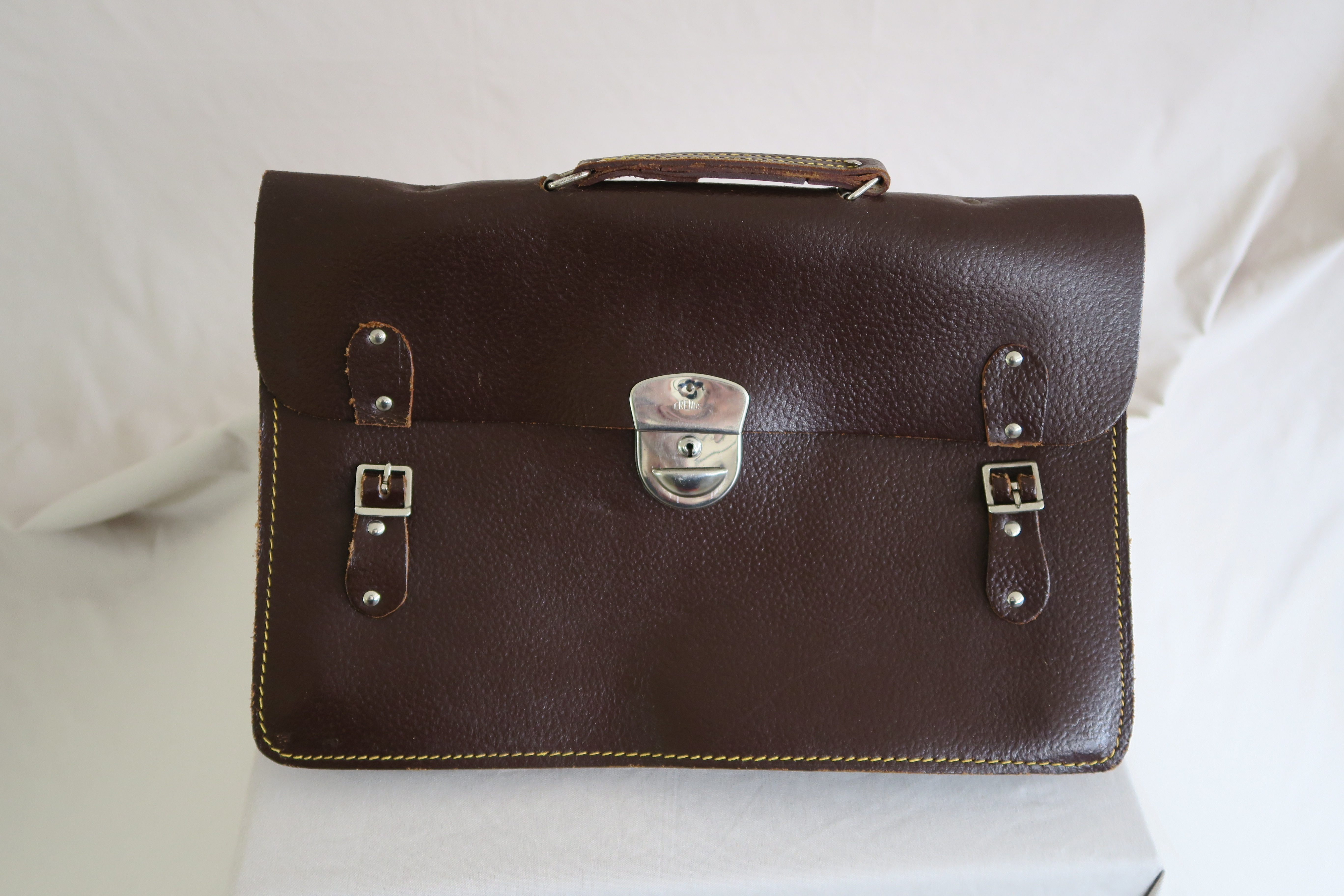
Klassische Lederschultasche

Die Form eines Ranzens ist meistens eckig und seine Wände sind ähnlich wie bei einer Aktentasche oder Dokumentenmappe starr, so dass die Hefte und Bücher problemlos transportiert werden können, ohne an den Ecken abzuknicken. Meistens ist er in kindgerechter anatomischer Form und Größe angefertigt. Tragriemen sind immer, ein Tragegriff ist meist vorhanden.

## DIN-Norm
Verschiedene Hersteller produzieren ihre Schulranzen  „nach DIN 58124“ bzw. „entspricht DIN 58124“. Die DIN-Norm DIN 58124 beschreibt die Anforderungen an Verkehrssicherheit, Gebrauchstauglichkeit sowie die körperlichen Eigenschaften der Ranzen. Danach muss der Tornister zum Beispiel mit mindestens 20 Prozent fluoreszierendem Material ausgestattet sein. Die Farben Orange-Rot und Gelb sind hier vorgeschrieben und geeignet. Zehn Prozent der Vorder- und Seitenflächen müssen mit retroreflektierenden Materialien ausgestattet sein. In einem Test der Stiftung Warentest erhielten 10 von 18 Modellen die Note mangelhaft, weil sie sich nicht an diese Norm halten und bei Dämmerung und Dunkelheit schwer zu sehen sind. Häufig handelt es sich dabei um Geschwistermodelle von normgerechten Ranzen, die unter dem gleichen Namen verkauft werden. Die DIN 58124 gibt es seit dem Jahr 1990; die aktuelle Version ist datiert mit 2018-10.

## Ergonomie
In Deutschland empfahl die DIN 58124 bis August 2010:„Als Faustregel gilt für normalwüchsige, gesunde Kinder, dass das Gewicht des zu tragenden, gefüllten Schulranzens zehn Prozent des Körpergewichts des Kindes nicht übersteigen sollte.“ Nach einer Novellierung der DIN-Norm im September 2010 wurde diese Empfehlung entfernt.
Der Empfehlung eines maximalen beladenen Ranzengewichtes von zehn Prozent des Körpergewichtes wurde von mindestens einer Studie widersprochen. Nach dem Ergebnis der Studie „Kidcheck“ an der Universität des Saarlandes unter Leitung des Humanbiologen Oliver Ludwig belastet der Schulranzen die Kinder orthopädisch weniger als stundenlanges Sitzen auf falschen Schulmöbeln und Bewegungsmangel.
Schulranzen sollten Kindern anatomisch angepasst sein, Hochformate sind hier günstiger als Querformate. Ranzen sollten nur am Rücken getragen werden, nicht an der Hand, am Bauch oder sogar um den Hals. Die Tragriemen sollten beim Tragen angezogen sein.
Ein hohes Gesamtgewicht kann verschiedene Ursachen haben:
- Unterrichtsmaterial, das am jeweiligen Tag nicht benötigt wird
- Hohes Eigengewicht

## Alternativen

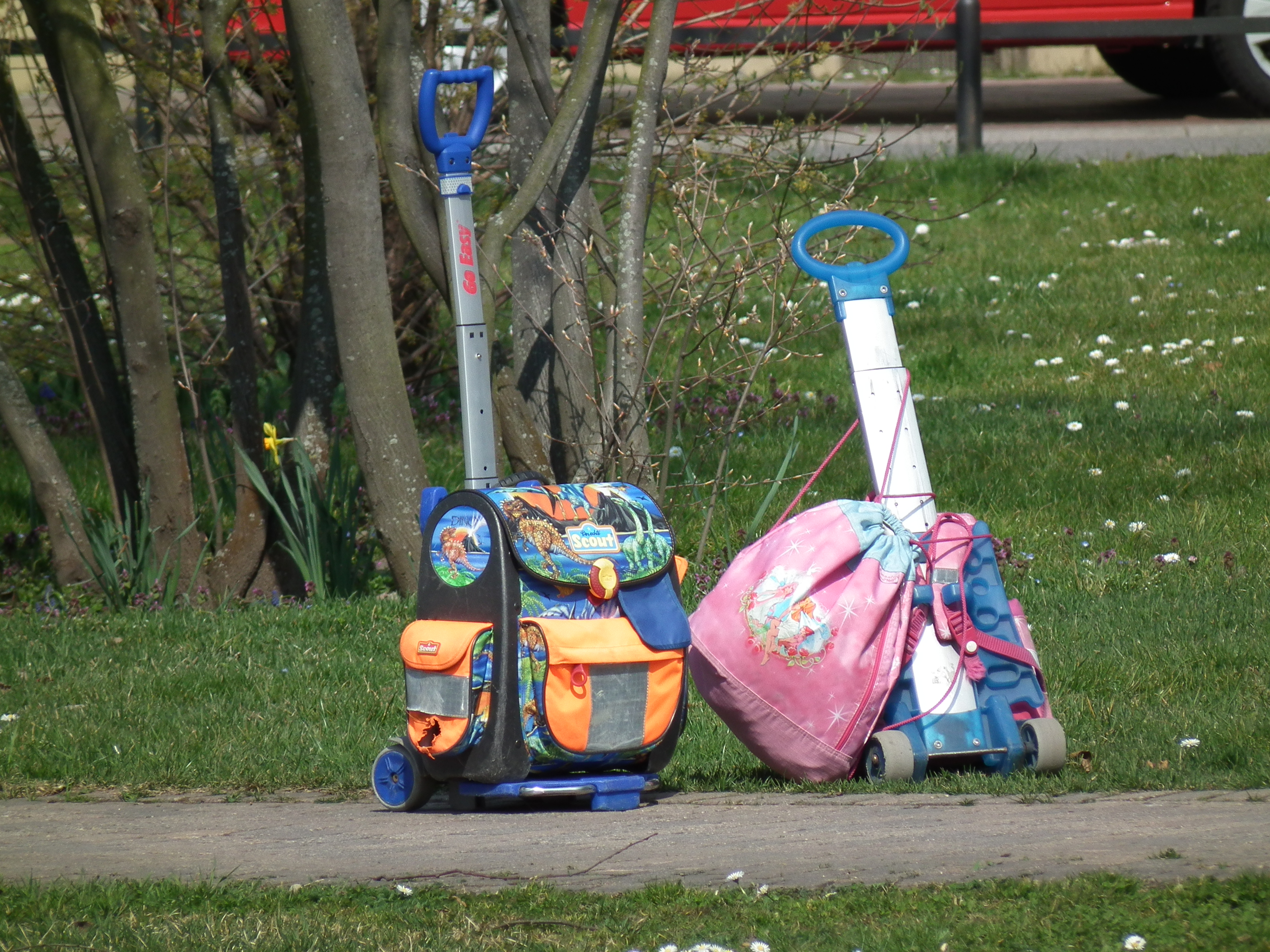
Ranzentrolleys

Eine Variation des Schulranzens ist der Schulrucksack, der, mit seiner weichen Beschaffenheit auf gesunde Körperhaltung, Gewichtsverteilung und Tragekomfort ausgelegt, eine Weiterentwicklung des Wanderrucksacks ist. Der Schulrucksack wird heute von vielen Kindern im Grundschulalter sowie älteren Schülern und Studenten als Transportmittel für Schul- und Lernmaterialien verwendet.
Für Kinder, die sehr zierlich gebaut sind oder bei denen Grunderkrankungen oder Haltungsschäden bestehen, kann ein Schulranzen mit Rädern (Trolley) eine Alternative sein. Allerdings werden Trolleys von Medizinern und Sportwissenschaftlern nicht als vollwertige Alternative zum Schulranzen gesehen, da ihnen eine Reihe medizinischer und bewegungspädagogischer Nachteile zugesprochen wird.

## Bekannte Hersteller und Lizenzunternehmen
| Unternehmen                        | Firmensitz          | Marken                                                                   |
| ---------------------------------- | ------------------- | ------------------------------------------------------------------------ |
| Alfred Sternjakob                  | Frankenthal (Pfalz) | Scout, 4You, OXMOX, DerDieDas, IKON                                      |
| Thorka (Thorsten H. Krause)        | Hainburg            | McNeill, Take It Easy                                                    |
| Hama                               | Monheim             | coocazoo, Baggymax, Step by Step                                         |
| Beckmann of Norway                 | Kristiansand        | ergonomischer Schulrucksack 22l, ergonomischer Schulrucksack 30l         |
| FOND OF GmbH                       | Köln                | Ergobag, ergolino, satch, satch +                                        |
| Schneiders Vienna                  | Wien                | Schneiders                                                               |
| Franz Brehme Lederwarenfabrik      | Walsrode            | Lizenzen (Die Maus, Playmobil, Die Wilden Kerle)                         |
| Herlitz                            | Berlin              | Herlitz                                                                  |
| Friedrich Lederwaren               | Schwanstetten       | Toito                                                                    |
| Fredy Zwenger                      | Osnabrück           | SCHOOL-MOOD                                                              |
| Georg A Steinmann Lederwarenfabrik | Nürnberg            | DerDieDas                                                                |
| Tatonka                            | Dasing              | Tatonka                                                                  |
| Coppenrath Verlag                  | Münster             | Die Spiegelburg                                                          |
| H. Sieber & Co.                    | Bad Reichenhall     | Fabrizio, (Lizenzen von Disney, Marvel, Spongebob)                       |
| BBM (Berg Brand Management)        | Handewitt           | Legobags                                                                 |
| Undercover                         | Nürnberg            | Scooli, (Lizenzen von Disney, Bakugan, Charming Horse, Hello Kitty etc.) |
| Samsonite                          | Luxemburg           | Sammies by Samsonite                                                     |
| Belmil-Team Ltd.                   | Ada                 | Belmil, Wave                                                             |

## Situation in den Vereinigten Staaten
In den USA sind Schulranzen unbekannt. US-amerikanische Schüler verwenden stattdessen leichte Rucksäcke, in denen meist auch nur wenige Dinge – wie zum Beispiel Hausaufgabenordner oder Leihmaterialien aus der Schulbibliothek – transportiert werden. Bücher, Ordner, Stifte und andere Unterrichtsmaterialien verbleiben größtenteils in der Schule. Von der Kindergartenstufe an steht Kindern dazu persönlicher Schrankraum – entweder als Spind (locker) oder als offenes Kabuff (cubby) – zur Verfügung.